# Migas (spinnen)
Migas is een geslacht van spinnen, en het typegeslacht van de familie Migidae.

## Soorten
- Migas affinis Berland, 1924
- Migas australis Wilton, 1968
- Migas borealis Wilton, 1968
- Migas cambridgei Wilton, 1968
- Migas cantuarius Wilton, 1968
- Migas centralis Wilton, 1968
- Migas cumberi Wilton, 1968
- Migas distinctus O. Pickard-Cambridge, 1880
- Migas gatenbyi Wilton, 1968
- Migas giveni Wilton, 1968
- Migas goyeni Wilton, 1968
- Migas hesperus Wilton, 1968
- Migas hollowayi Wilton, 1968
- Migas insularis Wilton, 1968
- Migas kirki Wilton, 1968
- Migas kochi Wilton, 1968
- Migas linburnensis Wilton, 1968
- Migas lomasi Wilton, 1968
- Migas marplesi Wilton, 1968
- Migas minor Wilton, 1968
- Migas nitens Hickman, 1927
- Migas otari Wilton, 1968
- Migas paradoxus L. Koch, 1873
- Migas plomleyi Raven & Churchill, 1989
- Migas quintus Wilton, 1968
- Migas sandageri Goyen, 1891
- Migas saxatilis Wilton, 1968
- Migas secundus Wilton, 1968
- Migas solitarius Wilton, 1968
- Migas taierii Todd, 1945
- Migas tasmani Wilton, 1968
- Migas toddae Wilton, 1968
- Migas tuhoe Wilton, 1968
- Migas variapalpus Raven, 1984